# Abdullah Otayf
Abdullah Ibrahim Otayf (arabisch عبد الله عطيف, DMG ʿAbd Allāh ʿUṭaif; * 3. August 1992 in Riad) ist ein saudi-arabischer Fußballspieler.

## Karriere

### Verein
Er begann seine Karriere in der Saison 2011/12 bei al-Shabab. In der Saison 2012/13 lief er dann in ein paar Spielen für den drittklassigen portugiesischen Klub Louletano DC auf. Seit Mitte Februar 2013 spielt er für al-Hilal. Mit seinem Klub wurde er bislang vier Mal Meister, zwei Mal Pokalsieger, zwei Mal Saudi Crown Prince Cup Sieger, einmal Saudischer Superpokalsieger und einmal Gewinner der AFC Champions League. Zur Saison 2023/24 wechselte er ligaintern zu al-Ahli.

### Nationalmannschaft
Nachdem er mit der U20 an der Weltmeisterschaft 2011 teilnahm. Stand er bereits bei der Qualifikation für die Asienmeisterschaft in einer Partie im Kader, kam jedoch dort nicht zum Einsatz. Danach wurde er lange nicht berücksichtigt und fiel ein Jahr auch wegen einer Kreuzbandverletzung aus. Sein wirklich erster Einsatz auf dem Platz war somit erst am 8. Juni 2017 bei einer 2:3-Freundschaftsspielniederlage gegen Australien. Hier wurde er in der 62. Minute für Abdulmalek al-Khaibri eingewechselt. Ab nun bekam er endlich regelmäßig Einsätze. Nach weiteren Einsätzen in Freundschaftsspielen war er auch Teil des Kaders bei der Weltmeisterschaft 2018 und kam in allen drei Gruppenspielen zum Einsatz, in zwei sogar über die volle Spielzeit. Im letzten Spiel bereitete er auch das 2:1 in der 90.+5. Minute von Salem al-Dawsari vor. Auch bei der Asienmeisterschaft 2019 war er Teil des Kaders. Bis heute bestreitet er regelmäßig Spiele für die Nationalmannschaft.